# Coryphodon
Coryphodon is een geslacht van uitgestorven herbivore zoogdieren dat behoort tot de onderorde Pantodonta van de orde Cimolesta. Dit dier leefde in het Laat-Paleoceen en Vroeg-Eoceen en het was wijdverspreid over de noordelijke continenten.
Coryphodon was een pantodont, een lid van 's werelds eerste groep grote grazende zoogdieren. Het migreerde naar wat nu noordelijk Noord-Amerika is en verving Barylambda, een eerdere pantodont. Het wordt beschouwd als de voorouder van het geslacht Hypercoryphodon van het Boven-Eoceen van Mongolië. Coryphodon is bekend van vele exemplaren in Noord-Amerika en aanzienlijk minder in Europa, Mongolië en China. Het is een kleine tot middelgrote coryphodontide, die verschilt van andere leden van de familie door tandtechnische kenmerken.

## Beschrijving
Coryphodon was een zwaargebouwd dier en het geschatte gewicht varieerde tussen de soorten van 340 kilogram voor C. eocaenus uit het Vroeg-Wasatchian tot 700 kilogram voor C. proterus uit het Clarkforkian en C. lobatus uit het Midden-Wasatchian.
Verder was deze pantodont 230 centimeter lang en 100 centimeter hoog. De korte brede poten met vijf gehoefde tenen zorgden voor een goede ondersteuning van het zware tonvormige lichaam, maar maakten Coryphodon wel tot een traag dier. Uiterlijk leek Coryphodon sterk op een grote tapir, maar het dier leefde waarschijnlijk als het moderne nijlpaard. Het was dus een semi-aquatisch groepsdier, dat goed kon zwemmen en duiken. In waterrijke gebieden ging dit dier op zoek naar knollen, wortels en waterplanten, die met behulp van de grote hoektanden uitgegraven werden. Mogelijk lagen de leden van een groep van deze dieren net als nijlpaarden overdag vaak te rusten in de zon langs de waterkant. In de paartijd zullen er ongetwijfeld hevige gevechten zijn geweest tussen de mannetjes, waarbij ze elkaar ernstig konden verwonden met hun hoektanden. Deze gevaarlijke tanden waren ook nodig om roofdieren, zoals krokodillen en creodonten als Patriofelis, af te weren. Uit zijn hersenvolume blijkt dat Coryphodon niet al te intelligent was: met circa negentig gram is het zelf een van de laagste bekende hersenen-lichaamsgewicht-ratio's onder zoogdieren.

## Fossiele vindplaatsen
Fossielen van Coryphodon zijn gevonden in Europa, Oost-Azië en Noord-Amerika. Zelfs op Ellesmere, een Canadees eiland dat nu binnen de poolcirkel ligt, zijn resten van Coryphodon gevonden in de Margaret-formatie. Ellesmere had in het Vroeg-Eoceen een subtropisch klimaat. In Europa is het dier onder meer bekend uit het Belgische Erquelinnes.

## Taxonomie en systematiek
Sinds het eerste fossiel werd gevonden in Wyoming, zijn de taxonomie van Coryphodon en zijn familie in verwarring - vijf beschreven geslachten zijn synoniem gemaakt met Coryphodon en vijfendertig voorgestelde soorten zijn ongeldig verklaard.

### Soorten
- C. anax benoemd door Cope (1882); synoniem met Coryphodon lobatus door Osborn (1898), Uhen en Gingerich (1995).
- C. anthracoideus benoemd door de Blainville (1846).
- C. armatus benoemd door Cope (1872).
- C. dabuensis benoemd door Zhai (1978).
- C. eocaenus benoemd door Owen (1846); opnieuw toegekend aan Lophiodon eocaenum door Blainville (1846); verlengd door Cope (1877), Lucas (1984) en Uhen en Gingerich (1995).
- C. gosseleti (=C. grosseleti [lapsus calami?]) benoemd door Malaquin (1899).
- C. hamatus benoemd door Marsh (1876); synoniem met Coryphodon anthracoideus door Lucas (1984), Lucas en Schoch (1990); synoniem met Coryphodon radians door Uhen en Gingerich (1995).
- C. lobatus benoemd door Cope (1877).
- C. marginatus benoemd door Cope (1882); synoniem met Coryphodon eocaenus door Lucas (1984) en Uhen en Gingerich (1995).
- C. oweni benoemd door Hebert (1856).
- C. pisuqti
- C. proterus benoemd door Simons (1960).
- C. repandus benoemd door Cope (1882); synoniem met Coryphodon radians door Uhen en Gingerich (1995).
- C. radians benoemd door Cope (1872).
- C. singularis? benoemd door Osborn (1898); nomen dubium due pathologie.
- C. subquadratus? benoemd door Cope (1882); synoniem met Manteodon.
- C. tsaganensis benoemd door Reshetov (1976)
- C. ventanus benoemd door Osborn (1898); synoniem met Coryphodon lobatus door Uhen en Gingerich (1995).

### Synoniemen
- Bathmodon radians benoemd door Cope (1872); synoniem met Coryphodon anthracoideus door Lucas (1998b); opnieuw toegekend aan Coryphodon radians door Cope (1877), Simpson (1948a), Simpson (1951), Simpson (1981) en Uhen en Gingerich (1995).
- Bathmodon semicinctus benoemd door Cope (1872); opnieuw toegekend aan Loxolophodon semicinctus door Cope (1872); verlengd door Cope (1873); opnieuw toegekend aan Coryphodon semicinctus door Wheeler (1961); synoniem met Coryphodon radians door Gazin (1962); beschouwd als een nomen dubium door Uhen en Gingerich (1995).
- Ectacodon cinctus benoemd door Cope (1882); opnieuw toegekend aan Coryphodon cinctus door Osborn (1898); synoniem met Coryphodon radians door Uhen en Gingerich (1995).
- Letalophodon?
- Loxolophodon? benoemd door Cope, (1872)
- Manteodon subquadratus benoemd door Cope (1882); opnieuw toegekend aan Coryphodon subquadratus door Lucas (1984); synoniem met Coryphodon radians door Uhen en Gingerich (1995).
- Metalophodon testis benoemd door Cope (1882); opnieuw toegekend aan Coryphodon testis door Osborn (1898); synoniem met Coryphodon radians door Uhen en Gingerich (1995).

### Evolutie in grootte
Coryphodon is ontstaan uit C. proterus uit het Laat-Paleoceen, een van de grootste soorten die is gevonden en de enige die bekend is van de Clarkforkian NALMA. De lichaamsgrootte nam vervolgens af totdat C. eocaenus verschijnt bij de overgang van Clarkforkian-Wasatchian (55,4 Ma, nabij de PETM), van waaruit Coryphodon evolueerde naar de grote soort C. radians. C. radians evolueerde op zijn beurt tot twee gelijktijdige soorten die in het vroege Eoceen voorkomen, de kleine C. armatus en de zeer grote C. lobatus. Aangenomen wordt dat deze veranderingen in grootte verband houden met de wereldwijde klimaatverandering, waarbij de minimumgrootte in de Coryphodon-lijn optreedt kort na de scheiding tussen Paleoceen en Eoceen.

## Paleobiologie

### Voeding en dieet
Coryphodon had een semi-aquatische levensstijl en leefde waarschijnlijk in moerassen en draslanden zoals een nijlpaard, hoewel het niet nauw verwant was met moderne nijlpaarden of andere dieren die tegenwoordig bekend zijn. Coryphodon had zeer sterke nekspieren en korte slagtanden die waarschijnlijk werden gebruikt om moerasplanten te ontwortelen. De andere tanden in de mond waren geschikt voor het verwerken van planten die door afgrazen waren gepakt.
Fossielen gevonden op Ellesmere Island, in de buurt van Groenland, laten zien dat Coryphodon daar ooit leefde in warme moerasbossen met enorme bomen, vergelijkbaar met de moderne cipressenmoerassen van het Amerikaanse Zuiden. Hoewel het klimaat van het Eoceen veel warmer was dan vandaag, ondervonden planten en dieren die ten noorden van de poolcirkel leefden nog steeds maanden van volledige duisternis en 24-uurs zomerdagen. Isotopische studies van tandglazuur onthulden dat Coryphodon tijdens de zomerperiode van langdurig daglicht zachte vegetatie zou eten, zoals bloeiende planten, waterplanten en bladeren. Tijdens de lange perioden van duisternis waarin fotosynthese van planten onmogelijk was, zou Coryphodon echter hebben overgeschakeld op een dieet van bladafval, twijgen, groenblijvende naalden en meest onthullende schimmels, een organisme en voedselbron die geen licht nodig heeft om te groeien. Niet alleen onthult deze studie het voedingsbereik van Coryphodon, maar het onthult ook het gedrag van de noordelijke populaties in de poolcirkel. In dit opzicht migreerde Coryphodon niet naar het zuiden en overwinterde het gewoon tussen twee seizoensgebonden voedselbronnen.

### Seksueel dimorfisme
Uhen en Gingerich 1995 merkten een seksueel dimorfisme op bij Coryphodon: de hoektanden zijn meestal erg groot of erg klein in vergelijking met wangtanden en in vergelijking met moderne nijlpaarden is er reden om aan te nemen dat mannetjes grotere hoektanden hadden dan vrouwtjes.